# TPV譚柏利

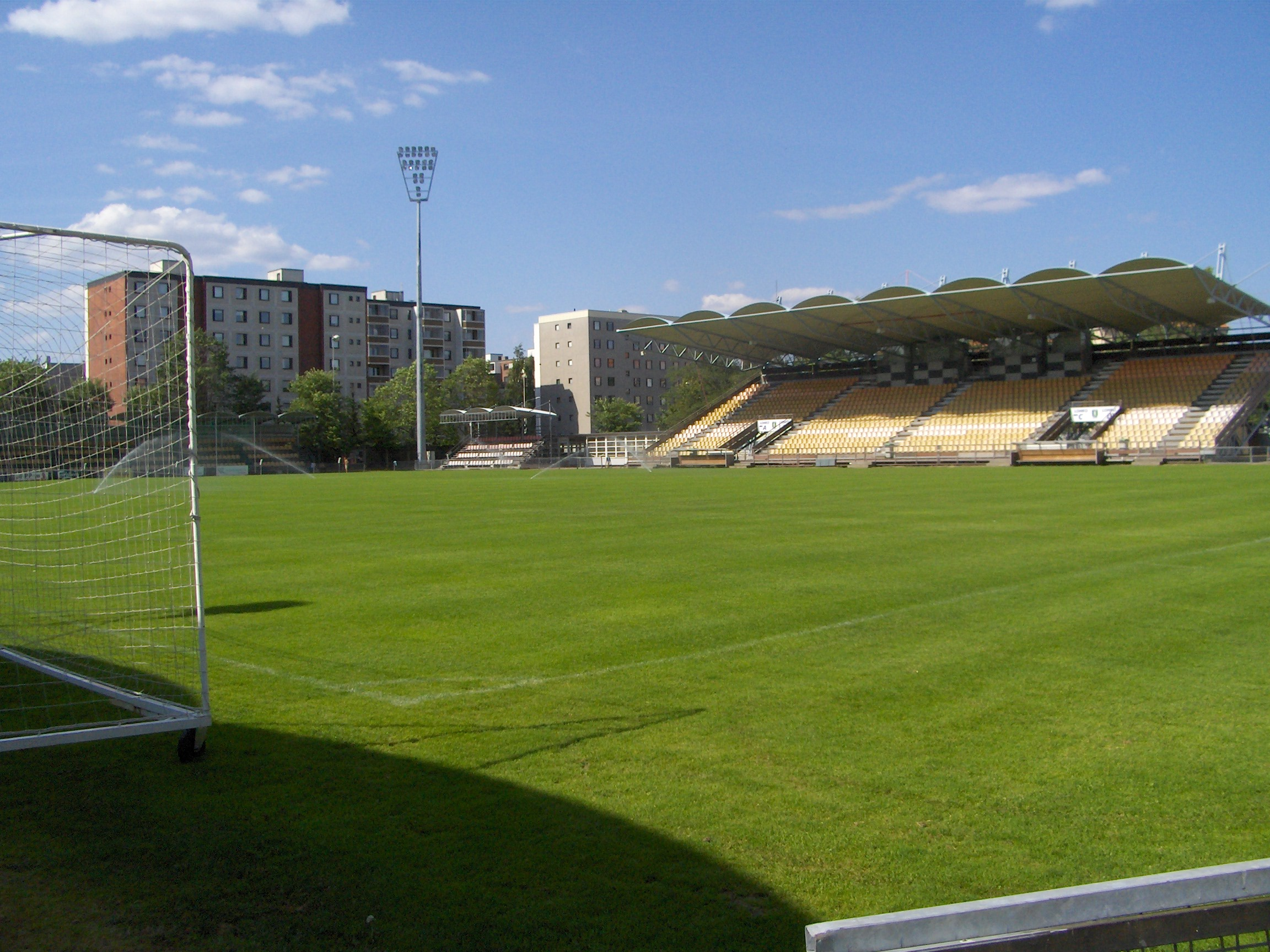
坦梅拉體育場（Tammela Stadion）

坦佩雷足球俱乐部（芬蘭語：Tampereen Pallo-Veikot），通称TPV譚柏利，是一家位於芬蘭坦佩雷的職業足球會，現時於芬兰足球乙级联赛作賽。對活躍會員而言，TPV譚柏利是皮尔坎马区第二大足球會，2005年擁有1,600名會員。

## 歷史
TPV譚柏利體育會成立於1930年工人體育俱樂部，以前體育會設有班迪、拳擊、冰球，現時只餘下足球部門。在1960年代，TPV譚柏利曾經在芬蘭最高水平的冰球比賽中打了三個賽季。TPV譚柏利後期加入芬蘭足協，並在1971年、1993-1995年及1999年參加芬蘭足球超級聯賽，最成功是1994年奪得冠軍，當時俱樂部贏得了芬蘭錦標賽冠軍，但翌年賽季他們立即降級到芬兰足球甲级联赛。
芬蘭總理桑娜·马林的前夫马库斯·莱科宁（Markus Räikkönen）曾經在2006年至2009年期間效力過TPV譚柏利。

## 球隊榮譽
- 芬蘭超級足球聯賽

 冠軍 (1)：1994